# Divisione di Tirhut
Tirhut è una divisione dello stato federato indiano di Bihar, e ha come capoluogo Muzaffarpur.
La divisione di Tirhut comprende i distretti di Muzaffarpur, Sitamarhi, Sheohar, Vaishali (detto anche di Hajipur), Champaran Occidentale (detto anche di Bettiah) e Champaran Orientale (detto anche di Motihari).